# Salvatore Riina
Salvatore Riina, Toto Riina (ur. 16 listopada 1930 w Corleone, zm. 17 listopada 2017 w Parmie) – włoski mafioso, były szef cosa nostry. W czasie mafijnej kariery miał jakoby własnoręcznie zabić około 40 osób, a zlecić zabójstwo kilkuset. Brutalności, z jaką załatwiał interesy, zawdzięczał swój pseudonim – La belva (bestia). Był też nazywany „krótkim” (wł. Il Corto lub scn. U Curtu), z powodu niskiego wzrostu (1,58 m).

## Życiorys

### Dojście do władzy
Urodził się w Corleone. Do mafii dołączył w wieku 18 lat, po dokonaniu zabójstwa na jej zlecenie. W 1949 zabił człowieka podczas sprzeczki, za co został skazany na 6 lat więzienia.
W 1958 brał udział, wraz z Bernardo Provenzano i Luciano Leggio, w zabójstwie szefa cosa nostry Michele’a Navarry. Schedę po nim później przejął Leggio. W następnej dekadzie likwidowali zwolenników Navarry, przez co stali się poszukiwanymi, w konsekwencji czego ukrywali się. Po aresztowaniu i skazaniu Leggio w 1974 za morderstwo Navarry, Riina stał się faktycznym szefem mafii, choć Leggio zachował pewne wpływy.
W latach 1981–1983 wybuchł konflikt określany jako wielka wojna klanów. W wyniku tej wojny mafiosi z Corleone przejęli kontrolę nad cosa nostrą. Równolegle Riina wszczął wojnę z państwem włoskim, każąc zabijać sędziów, prokuratorów, policjantów i polityków. Celem tego było zastraszenie państwa włoskiego. Wśród jego ofiar byli m.in. Giovanni Falcone i Paolo Borsellino.

### Aresztowanie
Śmierć Falcone i Borsellino wywołała ogólnokrajowe oburzenie i falę protestów, które zmusiły władze do działania. Rząd zdecydował o wyprowadzeniu wojska na ulice Palermo. 15 stycznia 1993 Riina został aresztowany w Palermo. Podczas aresztowania zaklinał się, że jest tylko zwykłym księgowym, ale nie chciał odpowiedzieć na pytanie, dla jakiej firmy pracuje. W areszcie podziękował policjantom, że dobrze go traktowali. W czasie przesłuchania twierdził, że nigdy nie słyszał o mafii i nie wie, że jest jednym z najbardziej poszukiwanych ludzi we Włoszech.
Radość z aresztowania Riiny przyćmił fakt, że do chwili aresztowania mieszkał w Palermo nie niepokojony przez nikogo. Był leczony na cukrzycę, a jego dzieci zostały przyjęte do szpitala pod swoimi prawdziwymi nazwiskami. Pojechał nawet do Wenecji, by spędzić miesiąc miodowy.

### Proces i pobyt w więzieniu
Riina, mając już wcześniej dwa wyroki dożywocia, został oskarżony o dokonanie i zlecenie setek zabójstw, w tym Borsellino i Falcone, a także Carlo Alberto Dalla Chiesy, dowódcy karabinierów w Palermo czy Salvo Limy, polityka włoskiego podejrzewanego o związki z mafią. Za zabicie tego ostatniego w 1998 otrzymał wyrok dożywocia.
Do 2011 przebywał w więzieniu o zaostrzonym rygorze i z ograniczonymi możliwościami kontaktu ze światem zewnętrznym. W 2004 miał przebyć dwa zawały serca.
Zmarł 17 listopada 2017 w szpitalu więziennym w Parmie.